# Onverzadigde zone

De onverzadigde zone is een term uit de hydrologie, bodemkunde en het waterbeheer. Het betreft de zone die boven het grondwaterpeil ligt, waarin de poriën zowel water als lucht bevatten. De poriën zijn niet geheel (met water) verzadigd, omdat de onverzadigde zone nog boven het grondwaterpeil ligt.
Water dat op de grond komt door bijvoorbeeld neerslag kan de onverzadigde zone infiltreren, vervolgenspercoleert het water (langzaam) door de onverzadigde zone tot het bij de grondwaterpeil is. 
Water kan opnieuw uit de onverzadigde zone verdwijnen op de volgende manieren:
1. Wordt opgenomen door begroeiing.
2. Verdampt al dan niet via planten (evapotranspiratie).
3. In de capillaire bodemzone komt het tot afstroming.
4. In het grondwater worden geborgen (percolatie) en daarna middels grondwaterstroming uiteindelijke afstromen naar oppervlaktewater.